# Wysadzenie hangaru na lotnisku Le Bourget przez działaczy NTSNP w 1937
Wysadzenie hangaru na lotnisku Le Bourget przez działaczy NTSNP w 1937 r. (ros. Bзрыв ангара на аэродроме Ле Бурже членaми НТСНП в 1937 г.)
Po dojściu do władzy we Francji przez lewicowy Front Ludowy w maju 1936 r., poparł on nieoficjalnie stronę republikańską podczas wojny domowej w Hiszpanii. Jedną z form wsparcia były dostawy sprzętu wojskowego. W tej sytuacji kierownictwo Narodowego Związku Nowego Pokolenia (NTSNP) postanowiło przeprowadzić akcję skierowaną przeciwko polityce francuskiej wobec hiszpańskich republikanów. Latem 1937 r. do Paryża z Sofii przybył Dmitrij M. Zawżałow, przewodniczący oddziału NTSNP w Bułgarii. Miał on kontakty z włoskim wywiadem, zainteresowanym w dywersji przeciwko republikanom. Włosi wsparli akcję NTSNP środkami finansowymi. Jednego dnia D. M. Zawżałow wraz ze swoimi ludźmi podjechał samochodem do lotniska Le Bourget pod Paryżem. Większość z nich weszło do hangaru, w którym znajdowało się kilka (prawdopodobnie 6) samolotów wojskowych, przeznaczonych do wysłania do Hiszpanii. Kierowca udawał, że zepsuł się silnik samochodu. W tym czasie pozostali podwiesili pod samolotami ładunki wybuchowe z mechanizmem czasowym, po czym szybko wsiedli do samochodu i odjechali. Wszystkie samoloty zostały zniszczone w wyniku wybuchów. We francuskiej prasie nie ukazały się jednak żadne informacje dotyczące akcji dywersyjnej NTSNP, gdyż Front Ludowy oficjalnie prowadził politykę neutralności w stosunku do hiszpańskiej wojny domowej. Wkrótce Biuro Wykonawcze NSTNP zdecydowało zaniechać dalszych akcji zbrojnych o charakterze terrorystycznym. Dmitrij M. Zawżałow otrzymał polecenie powrotu do Bułgarii, zaś reszta ładunków wybuchowych miała zostać zniszczona.